# ハイロ・イスキエルド
ハイロ・イスキエルド・ゴンサレス（Jairo Izquierdo González, 1993年10月22日 - ）は、スペイン・カナリア諸島州サンタ・クルス・デ・テネリフェ県サンタ・クルス・デ・テネリフェ出身のサッカー選手。セグンダ・ディビシオン・FCカルタヘナ所属。ポジションはMF。

## クラブ経歴
2005年に地元のCDテネリフェのカンテラに入所。2011年にBチームに昇格。2014年にセグンダ・ディビシオン所属のトップチームに登録され、2014-15シーズンはレアル・ムルシアでローン移籍でプレー。2015年に正式にテネリフェでデビュー。2017年1月にUDメリリャに移籍し、2017-18シーズンはエストレマドゥーラUDでプレーし、下部リーグを渡り歩く。
2018年8月18日、ジローナFCと2022年までの4年契約を締結。29日にカディスCFへのローン移籍が発表。2018-19シーズンはセグンダで31試合3ゴールを記録。チームは7位で終え、昇格プレーオフ出場まで一歩及ばなかった。
2019年夏にジローナに復帰。2019-20シーズンは38試合に出場。同シーズンラ・リーガから降格してきたジローナは、セグンダで5位に入り、昇格プレーオフに進出。準決勝でUDアルメリアを下すも、決勝戦でエルチェCFに敗れた。
2020年10月5日、リーガ昇格を果たしたカディスへの2度目のローン移籍が発表。プロ10年目にしてリーガでのプレーが実現することになった。
2022年7月8日、FCカルタヘナに2年契約で移籍した。